# Magda Langhans
Magda Langhans-Kelm (* 16. Juli 1903 in Hamburg als Magda Kelm; † 17. Januar 1987 ebenda) war eine deutsche Politikerin der Kommunistischen Partei Deutschlands (KPD) und Mitglied der Hamburgischen Bürgerschaft.

## Weimarer Republik und Nationalsozialismus
Magda Langhans wuchs als Älteste von sieben Geschwistern in einer Arbeiterfamilie in Hamburg-Dulsberg auf. Der Vater starb früh an Tuberkulose. Sie arbeitete als Hausangestellte und später auch als Anlegerin im Druckereigewerbe. Dieser Arbeit ging sie durchgehend bis zu ihrer Pensionierung nach.
Mit 18 Jahren trat Magda Langhans in die Gewerkschaft ein. 1921 hatte sie sich auf Anregung eines Freundes der Kommunistischen Partei Deutschlands (KPD) angeschlossen. Schnell übernahm sie Aufgaben im Parteiapparat und ging für ein Jahr nach Moskau in die Parteischule der KPdSU. Wieder in Hamburg, übernahm sie einen Posten im in der Bezirksleitung der KPD „Wasserkante“. Dort lernte sie ihren späteren Ehemann, den Dekorationsmaler Heinrich Langhans, kennen.
In den Jahren 1931 bis 1933 wurde Langhans das erste Mal für die KPD in die Hamburgische Bürgerschaft gewählt. An der Sitzung der Bürgerschaft am 8. März 1933 nahmen die KPD-Abgeordneten bereits nicht mehr teil. Langhans konnte aber noch im Februar 1933 vom Rathaus 2.000 Mark Diäten für die KPD-Abgeordneten abholen, die für die illegal arbeitenden Genossen verwendet wurden. Nach dem Verbot der KPD 1933 beteiligte Magda Langhans sich am kommunistischen Widerstand. Sie sorgte dafür, dass die auch im Untergrund weiter verbreitete Zeitung der KPD, die „Rote Fahne“ und andere Flugblätter ihren Weg nach Hamburg fanden und unter die Bevölkerung gebracht wurden und wurde im Mai 1934 verhaftet. Sie wurde zu sechs Jahren Zuchthaus verurteilt. Von 1934 bis 1940 saß sie im Frauengefängnis Lübeck-Lauerhof ein. Sie war die erste Frau, die aus politischen Gründen in Hamburg von den Nazis verurteilt und inhaftiert wurde.

## Nachkriegszeit
Von Februar bis Oktober 1946 gehörte Magda Langhans der ernannten Bürgerschaft der Stadt Hamburg an. Sie war eine von neun Kommunisten, die mit den anderen Fraktionen unter anderem eine neue Hamburgische Verfassung ausarbeiten sollten. Für ihre Partei saß sie in den beiden ersten gewählten Bürgerschaften (1946 bis 1949 und 1949 bis 1953) im Parlament. Dort gehörte sie als erste Frau dem Präsidium der Bürgerschaft als Vizepräsidentin an. Magda Langhans setzte sich als Bürgerschaftsabgeordnete für eine Wiedergutmachung der NS-Verfolgten ein. Am 18. Mai 1949 stimmte sie wie die gesamte KPD-Fraktion in der Hamburgischen Bürgerschaft gegen das Grundgesetz für die Bundesrepublik Deutschland.

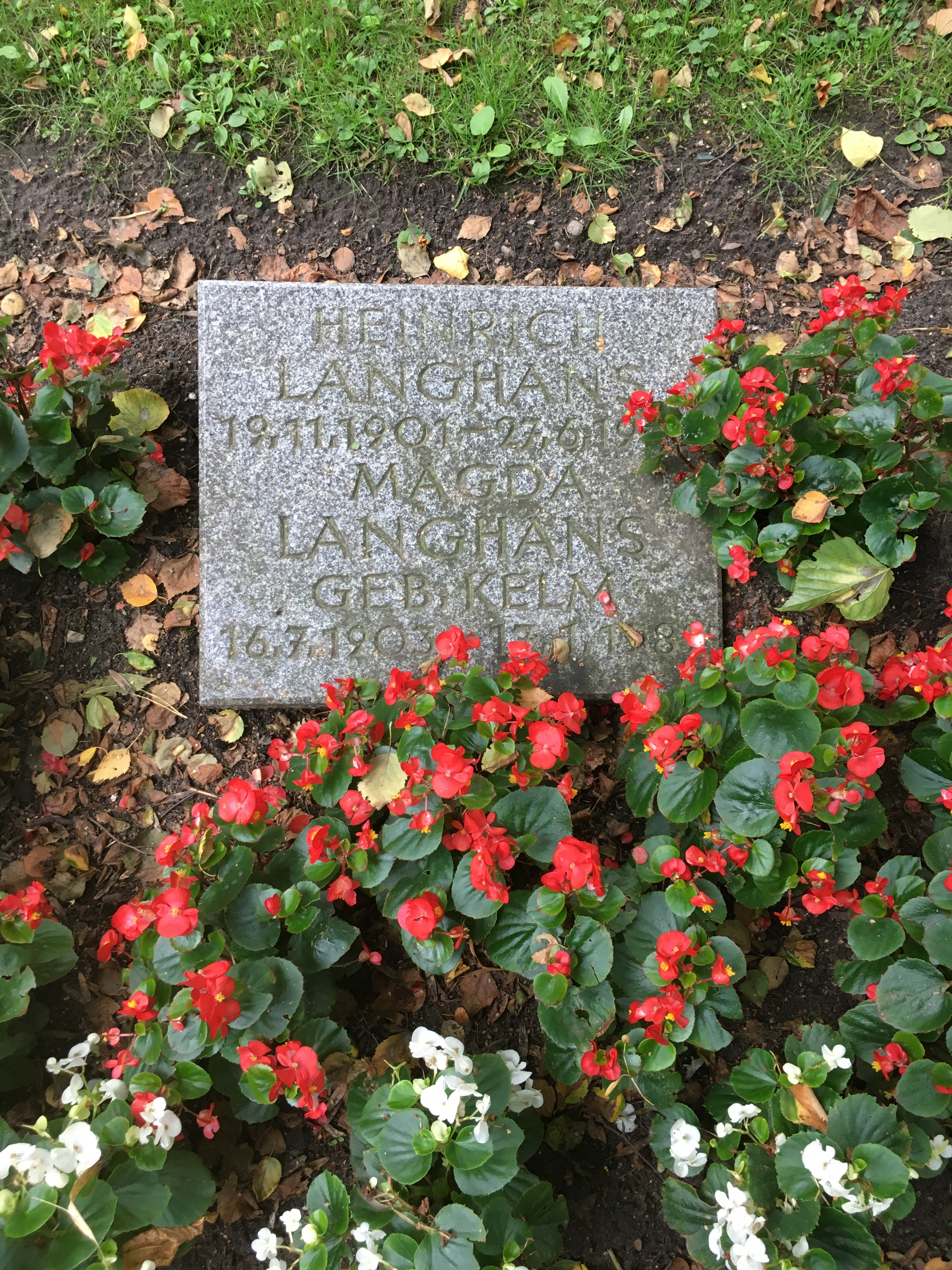
Grabstein auf dem Geschwister-Scholl-Ehrenfeld auf dem Friedhof Ohlsdorf

Außerdem engagierte sie sich in der Internationalen Frauenliga für Frieden und Freiheit. Sie war zudem Landesvorsitzende des Demokratischen Frauenbunds Deutschlands in Hamburg, der 1957 verboten wurde.
Nach dem KPD-Verbot 1956 war sie für die illegale Partei in Bremen und Württemberg aktiv.
1968 war sie Mitbegründerin der DKP in Hamburg.
Am 16. Januar 1987 starb Magda Langhans in Hamburg. Sie liegt begraben auf dem Ehrenfeld für Verfolgte der NS-Herrschaft in Hamburg-Ohlsdorf, zusammen mit ihrem Mann Heinrich.